# همایش (آلبوم تستامنت)
«همایش» (به انگلیسی: The Gathering) آلبومی از تستمنت است.